# Liste der Biografien/Sanl
Liste der Biografien |
Portal Biografien |
Personensuche
# |
A |
B |
C |
D |
E |
F |
G |
H |
I |
J |
K |
L |
M |
N |
O |
P |
Q |
R |
S |
T |
U |
V |
W |
X |
Y |
Z |
?
 
Sa |
Sb |
Sc |
Sd |
Se |
Sf |
Sg |
Sh |
Si |
Sj |
Sk |
Sl |
Sm |
Sn |
So |
Sp |
Sq |
Sr |
Ss |
St |
Su |
Sv |
Sw |
Sy |
Sz
 
Saa |
Sab |
Sac |
Sad |
Sae |
Saf |
Sag |
Sah |
Sai |
Saj |
Sak |
Sal |
Sam |
San |
Sao |
Sap |
Saq |
Sar |
Sas |
Sat |
Sau |
Sav |
Saw |
Sax |
Say |
Saz
 
Sana |
Sanb |
Sanc |
Sand |
Sane |
Sanf |
Sang |
Sanh |
Sani |
Sanj |
Sank |
Sanl |
Sanm |
Sann |
Sano |
Sanp |
Sanq |
Sanr |
Sans |
Sant |
Sanu |
Sanv |
Sanw |
Sany |
Sanz
Die Liste der Biografien führt alle Personen auf, die in der deutschsprachigen Wikipedia einen Artikel haben. Dieses ist eine Teilliste mit 12 Einträgen von Personen, deren Namen mit den Buchstaben „Sanl“ beginnt.

## Sanl

### Sanla
- Sanlav, Tülay (* 1969), türkische Künstlerin und Songwriterin

### Sanli
- Şanlı, Ecevit (1973–2013), türkischer Terrorist
- Şanlı, Koray (* 1989), türkischer Fußballspieler
- Şanlı, Murat, türkischer Popsänger
- Şanlı, Tuncay (* 1982), türkischer FußballspielerTuncay Şanlı (* 1982)

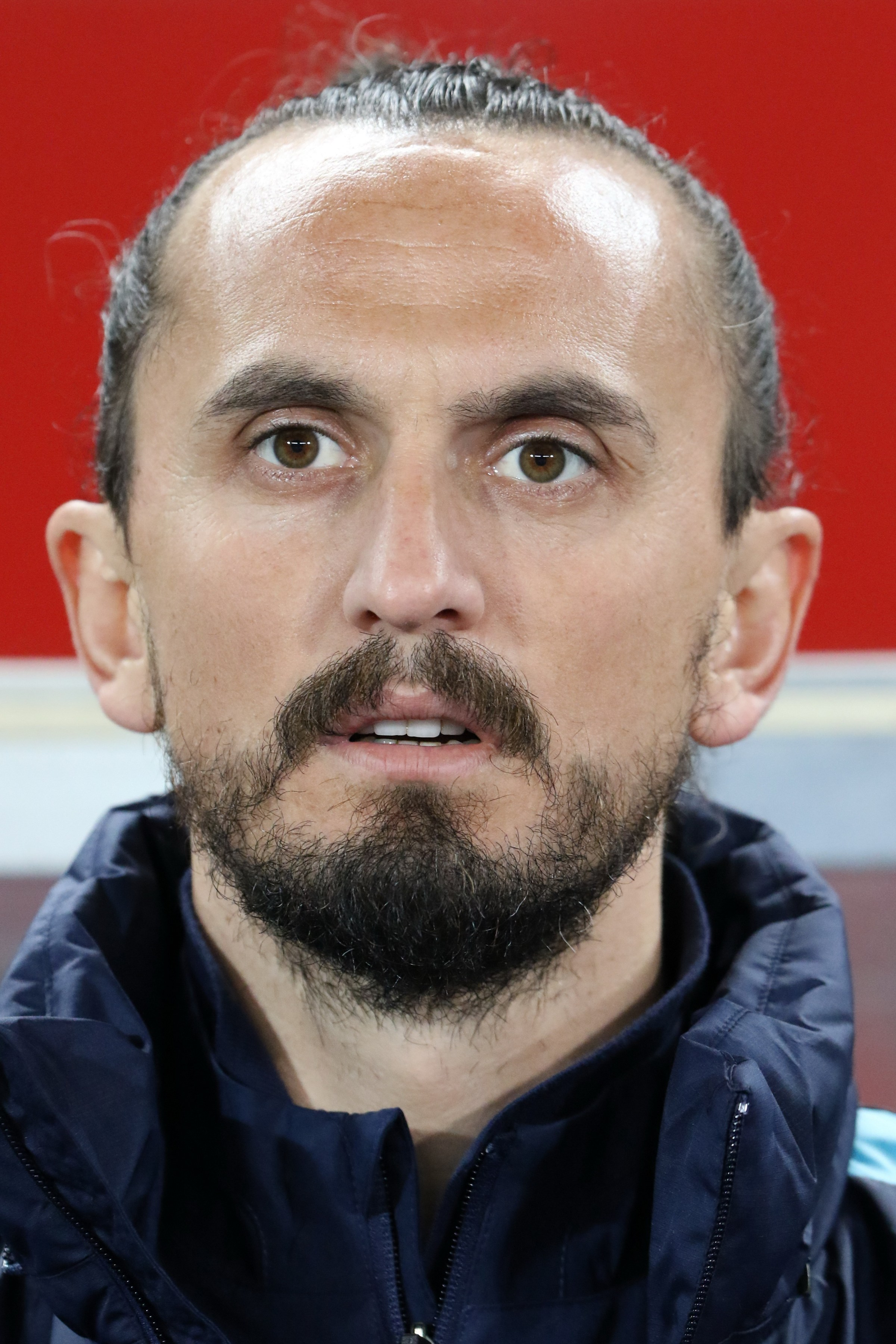
Tuncay Şanlı (* 1982)

- Sanli, Uno (* 1989), schwedischer Taekwondoin
- Şanlı, Yüksel (* 1973), türkischer Ringer und Trainer
- Şanlı-Kırçın, Emel (* 1993), türkische Leichtathletin
- Sanlısoy, Ogün (* 1971), türkischer Rockmusiker
- Şanlısoy, Osman (* 1999), nordzyprischer Poolbillardspieler
- Şanlıtürk, Fatih Yiğit (* 2003), türkischer Fußballspieler

### Sanlu
- Sanlúcar, Manolo (1943–2022), spanischer Musiker